# CD Ferrobádminton

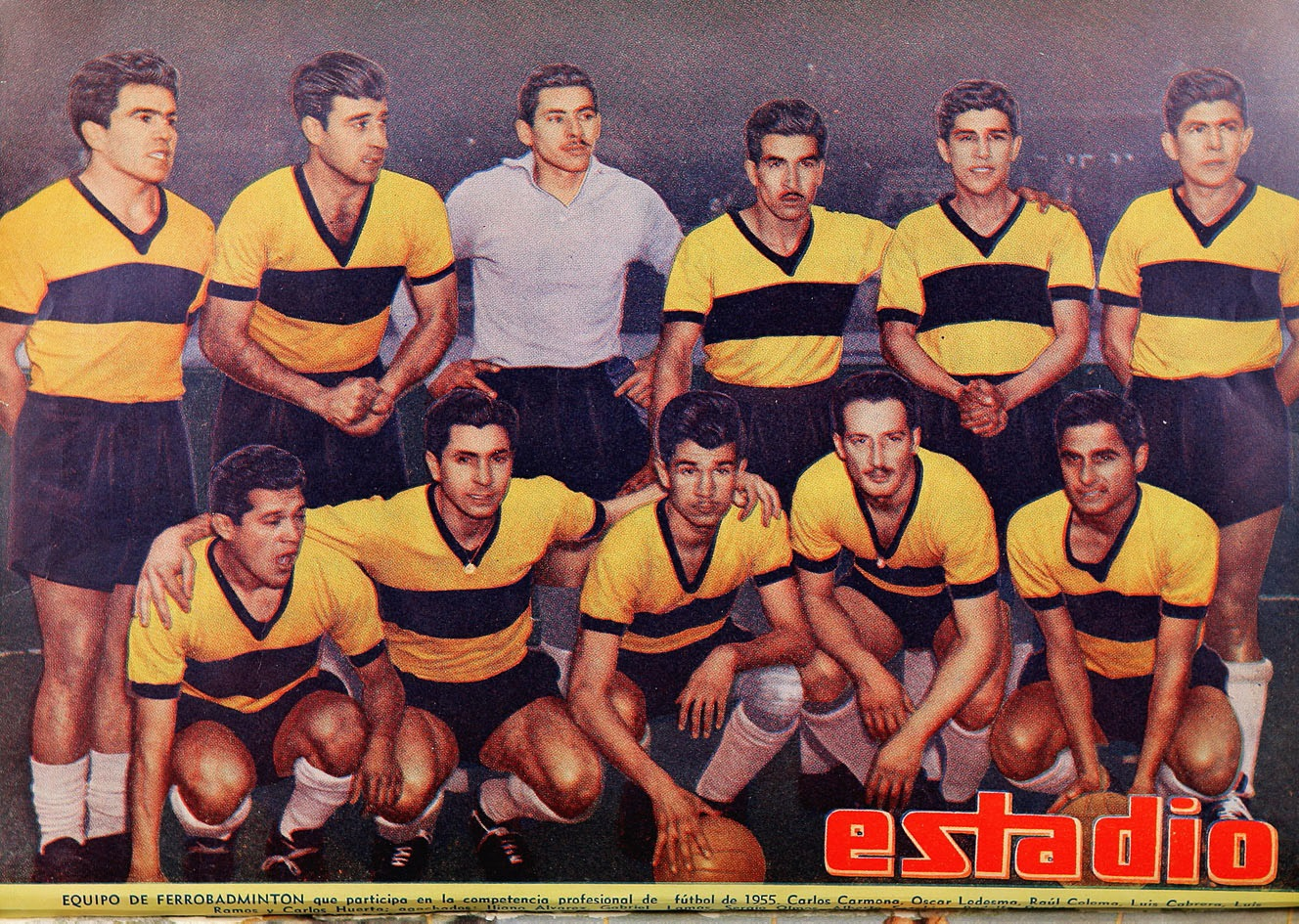
Team van 1955

CD Ferrobádminton was een Chileense voetbalclub de hoofdstad Santiago. De club werd in 1950 opgericht na een fusie tussen Badminton FC en Unión Ferroviaria.

## Geschiedenis
In het eerste seizoen van de fusieclub werd een zevende plaats bereikt, het volgende seizoen werd de club voorlaatste. De club herpakte zich wel en werd derde in 1952. De volgende twee seizoenen speelde de club nog in de subtop maar begon dan te slabakken met een korte heropleving eind jaren vijftig. In 1964 degradeerde de club na een laatste plaats. Het verblijf in de tweede klasse werd tot één seizoen beperkt maar bij de terugkeer werd Ferrobádminton opnieuw laatste. Dit keer kon de club niet meer terugkeren. In 1968 werd de fusie ontbonden en gingen beide clubs opnieuw hun eigen weg.